# João de Deus
João Carlos Pires de Deus, noto semplicemente come João de Deus (Setúbal, 6 novembre 1976), è un allenatore di calcio ed ex calciatore portoghese, di ruolo difensore, tecnico in seconda dell'Al-Hilal.